# Steinhagen, Nordrhein-Westfalen
Steinhagen är en kommun och ort i Kreis Gütersloh i Regierungsbezirk Detmold i förbundslandet Nordrhein-Westfalen i Tyskland.